# Paramarbla abyssinica
Paramarbla abyssinica är en fjärilsart som beskrevs av Collenette 1956. Paramarbla abyssinica ingår i släktet Paramarbla och familjen tofsspinnare. Inga underarter finns listade i Catalogue of Life.